# Edward Fredkin
Edward Fredkin (Los Angeles, 1 de janeiro de 1934) é um físico estadunidense.
Fredkin é um dos pioneiros da física digital (em trabalhos recentes, ele usa o termo filosofia digital). Suas contribuições principais incluem seu trabalho em computação reversível e autômatos celulares. Sua descoberta mais importante foi o portão Fredkin.

## Biografia
Edward Fredkin saiu da Caltech, após um ano e, aos 19 anos, ingressou na Força Aérea dos Estados Unidos, onde ele se tornou um piloto de caça. A carreira de Fredkin  na computação começou em 1956 quando a Força Aérea o designou para o trabalho no Lincoln Laboratory. Trabalhou no BBN Technologies  na década de 1960, onde ele escreve o montador  PDP-1.
Em 1968, ele continuou sua carreira acadêmica como professor do MIT. De 1971 a 1974 foi diretor do Projeto MAC. Trabalhou um ano no Instituto de Tecnologia da Califórnia (Caltech) juntamente com Richard Feynman, e foi professor de física na Universidade de Boston durante seis anos. Fredkin foi professor na Universidade Carnegie Mellon e professor visitante no MIT.
Fredkin fundou a Information International, Inc.. No campo da ciência da computação foi o inventor da estrutura de dados Trie e do modelo da bola de bilhar para a computação reversível. Envolveu-se em várias áreas de pesquisa da inteligência artificial.